# Puchar Króla (2020/2021)
Puchar Króla 2020/2021 – 117. edycja Pucharu Króla. Rozgrywki rozpoczęły się 11 listopada 2020 i zakończyły się finałem rozgrywanym na Estadio La Cartuja w Sewilli 17 kwietnia 2021. W finale FC Barcelona pokonała Athletic Bilbao 4:0.

## Zakwalifikowane drużyny
Poniższe drużyny zakwalifikowały się do udziału w Copa del Rey 2020/2021:
4 półfinalistów Superpucharu Hiszpanii 2020/2021:
| - Athletic Bilbao - FC Barcelona | - Real Madryt - Real Sociedad |

16 drużyn z Primera División (2019/2020):
| - Atlético Madryt - Celta Vigo - Deportivo Alavés - SD Eibar - RCD Espanyol - Getafe CF - Granada CF - CD Leganés | - Levante UD - RCD Mallorca - CA Osasuna - Real Betis - Sevilla FC - Valencia CF - Real Valladolid - Villarreal CF |

22 zespołów z Segunda División (2019/2020):
| - Albacete Balompié - AD Alcorcón - UD Almería - Cádiz CF - Deportivo La Coruña - Elche CF - Extremadura UD - CF Fuenlabrada - Girona FC - SD Huesca - UD Las Palmas | - CD Lugo - Málaga CF - CD Mirandés - CD Numancia - SD Ponferradina - Rayo Vallecano - Real Oviedo - Racing Santander - Sporting Gijón - CD Tenerife - Real Saragossa |

28 zespołów z Segunda División B (2019/2020). Zespoły z pięciu najlepszych miejsc z czterech grup (oprócz drużyn rezerw) oraz pięć drużyn z największą liczbą punktów (nie wliczając drużyn rezerw):
| - SD Amorebieta - FC Andorra - CD Atlético Baleares - CD Badajoz - Burgos CF - CD Calahorra - FC Cartagena - CD Castellón - Córdoba CF - UE Cornellà - Cultural Leonesa - Coruxo FC - CD Guijuelo - Haro Deportivo | - UD Ibiza - Internacional de Madrid - CF La Nucía - RB Linense - UD Logroñés - Lleida Esportiu - Marbella FC - UE Olot - SCR Peña Deportiva - Pontevedra CF - CF Rayo Majadahonda - CE Sabadell FC - San Fernando CD - Yeclano Deportivo |

32 drużyny z Tercera División (2019/2020). Zwycięzcy każdej z osiemnastu grup (oprócz drużyn rezerw):
| - CD Alcoyano - CD Ciudad de Lucena - SD Compostela - CD Coria - CD El Ejido - Gimnástica Segoviana CF - Gimnástica de Torrelavega - CD Ibiza Islas Pitiusas - CE L’Hospitalet - CD Laredo - CD Lealtad - Linares Deportivo - UD Llanera - SD Logroñés - CF Lorca Deportiva - Marino de Luanco | - UD Mutilvera - CDA Navalcarnero - Ourense CF - CA Pulpileño - UD Poblense - Club Portugalete - CD Quintanar del Rey - AD San Juan - Sestao River Club - UD Socuéllamos - SD Tarazona - Terrassa FC - CD Teruel - CD Varea - CF Villanovense - Zamora CF |

4 półfinaliści Copa Federación z sezonu 2019/2020:
| - Las Rozas CF - SD Leioa | - UE Llagostera - UCAM Murcia CF |

20 drużyn z zakwalifikowanych do piątego poziomu hiszpańskich rozgrywek z sezonu 2019/2020:
| - CD Anaitasuna - CD Buñol - CD Cantolagua - CE Cardassar - CP Chinato - Colegios Diocesanos - AUGC Deportiva - AD Épila CF - UD Guía - CD Marchamalo | - Miengo FC - CF Montañesa - Móstoles CF - Racing Murcia FC - Racing Rioja CF - CD Ribadumia - CD Rincón - CF Rusadir - Real Titánico - UD Tomares |

## Harmonogram i format rozgrywek
14 września 2020 roku RFEF potwierdził kalendarz Pucharu Króla w sezonie 2020/2021 i potwierdził, że zostanie rozegranym w tym samym formacie co w zeszłym sezonie.
| Runda          | Data losowania       | Terminy meczów                                                              | Liczba meczów | Liczba zespołów | Drużyny wchodzące do gry |
| -------------- | -------------------- | --------------------------------------------------------------------------- | ------------- | --------------- | --- |
| Runda wstępna  | 29 października 2020 | 11 listopada 2020                                                           | 10            | 126 → 116       | Nowi uczestnicy: Kluby zakwalifikowane do piątego poziomu rozgrywek 2018–19 Rozstawienie przeciwników: Zespoły rozstawione zgodnie z kryteriami bliskości. Rozstawianie drużyn lokalnych: Losowanie. Typ turnieju pucharowego: pojedynczy mecz. |
| Pierwsza runda | 16 listopada 2020    | 15–17 grudnia 2020 (dwa mecze rozegrano 23 grudnia a jeden 30 grudnia 2020) | 56            | 116 → 60        | Nowi uczestnicy: Wszystkie zakwalifikowane drużyny z wyjątkiem czterech uczestników Superpucharu Hiszpanii. Rozstawianie przeciwników: Drużyny z La Liga zmierzyły się z drużynami z najniższych dywizji. Cztery pozostałe drużyny zmierzą się z drużynami z Segunda División B. Rozstawianie drużyn lokalnych: Mecz rozgrywany u siebie w drużynie z niższej ligi. Typ turnieju pucharowego: pojedynczy mecz. |
| Druga runda    | 18 grudnia 2020      | 5–7 stycznia 2021                                                           | 28            | 60 → 32         | Rozstawianie przeciwników: Drużyny z najniższych dywizji zmierzą się z drużynami La Liga. Rozstawianie drużyn lokalnych: mecz rozgrywany u siebie w drużynie z niższej ligi. Typ turnieju pucharowego: pojedynczy mecz. |
| 1/16 finału    | 8 stycznia 2021      | 16–21 stycznia 2021                                                         | 16            | 32 → 16         | Nowi uczestnicy: Do gry wchodzą czterej uczestnicy Superpucharu Hiszpanii. Rozstawianie przeciwników: Drużyny z najniższych dywizji zmierzą się z drużynami La Liga Rozstawianie drużyn lokalnych: Mecz rozgrywany u siebie w drużynie z niższej ligi. Typ turnieju pucharowego: pojedynczy mecz. |
| 1/8 finału     | 22 stycznia 2021     | 26–28 stycznia 2021                                                         | 8             | 16 → 8          | Rozstawianie przeciwników: Drużyny z najniższych dywizji zmierzą się z drużynami La Liga Rozstawianie drużyn lokalnych: mecz rozgrywany u siebie w drużynie z niższej ligi. Typ turnieju pucharowego: pojedynczy mecz. |
| 1/4 finału     | 29 stycznia 2021     | 2–4 lutego 2021                                                             | 4             | 8 → 4           | Rozstawianie przeciwników: Losowanie Rozstawianie drużyn lokalnych: mecz rozgrywany u siebie w drużynie z niższej ligi. Typ turnieju pucharowego: pojedynczy mecz. |
| 1/2 finału     | 5 lutego 2021        | 10–11 lutego 2021                                                           | 2             | 4 → 2           | Rozstawianie przeciwników: Losowanie. Rozstawianie drużyn lokalnych: mecz rozgrywany u siebie w drużynie z niższej ligi. Typ turnieju pucharowego: dwumecz. |
| 1/2 finału     | 5 lutego 2021        | 3–4 marca 2021                                                              | 2             | 4 → 2           | Rozstawianie przeciwników: Losowanie. Rozstawianie drużyn lokalnych: mecz rozgrywany u siebie w drużynie z niższej ligi. Typ turnieju pucharowego: dwumecz. |
| Finał          |                      | 17 kwietnia 2021                                                            | 1             | 2 → 1           | Pojedynczy mecz rozgrywany na Estadio La Cartuja w Sewilli. Zwycięzca meczu awansuje do Ligi Europy UEFA (2021/2022). |

## Runda wstępna
Zespoły zostały rozlosowane według kryteriów geograficznych, tak, aby zespoły miały jak najmniej odległości do przebycia przed meczem. Losowanie odbyło 29 października 2020 roku. 
Mecze zostały rozegrane były 11 listopada 2020 roku (rozegrany został jeden mecz).
| Drużyna 1       | Wynik        | Drużyna 2           |
| --------------- | ------------ | ------------------- |
| CF Rusadir      | 1:2          | CD Rincón           |
| AUGC Deportiva  | 0:3          | Racing Murcia FC    |
| Real Titánico   | 0:2          | CD Anaitasuna       |
| Racing Rioja CF | 3:0          | Colegios Diocesanos |
| CF Montañesa    | 0:1          | CD Cantolagua       |
| CE Cardassar    | 0:0 (k. 4:3) | AD Épila FC         |
| UD Tomares      | 3:0          | CP Chinato          |
| Miengo FC       | 0:1          | CD Ribadumia        |
| Móstoles CF     | 0:0 (k. 4:5) | CD Marchamalo       |
| UD Guía         | 0:1          | CD Buñol            |

## Pierwsza runda
W tej rundzie udział wzięły drużyny zwycięskie z Rundy wstępnej a także wszystkie pozostałe drużyny z wyjątkiem półfinalistów Superpucharu Hiszpanii. Zespoły zostały rozlosowane tak, aby drużyny z Primera División zmierzyły się z drużynami z niższych dywizji. Losowanie odbyło 16 listopada 2020 roku. 
Mecze zostały rozegrane pomiędzy 15 a 30 grudnia 2020 roku (rozegrany został jeden mecz).
| Drużyna 1                 | Wynik       | Drużyna 2          |
| ------------------------- | ----------- | ------------------ |
| 15 grudnia 2020           |             |                    |
| CA Pulpileño              | 1:2         | CD Lugo            |
| CD Marchamalo             | 2:3 (dogr.) | SD Huesca          |
| UD Tomares                | 0:6         | CA Osasuna         |
| CD Cantolagua             | 0:5         | Real Valladolid    |
| Sestao River Club         | 0:2 (dogr.) | CD Tenerife        |
| Club Portugalete          | 1:0         | SD Ponferradina    |
| CD Ciudad de Lucena       | 0:3         | Sevilla FC         |
| Ourense CF                | 0:1 (dogr.) | CD Leganés         |
| CD Coria                  | 2:3         | Real Oviedo        |
| 16 grudnia 2020           |             |                    |
| Coruxo FC                 | 0:4         | Málaga CF          |
| CD Lealtad                | 1:2         | AD Alcorcón        |
| Burgos CF                 | 2:0         | FC Andorra         |
| CD Quintanar del Rey      | 1:2         | Sporting Gijón     |
| CE L’Hospitalet           | 1:4         | UD Almería         |
| San Fernando CD           | 0:2         | CD Castellón       |
| Córdoba CF                | 1:0         | Albacete Balompié  |
| CD Numancia               | 4:1         | CF Lorca Deportiva |
| Racing Murcia FC          | 0:5         | Levante UD         |
| CE Cardassar              | 0:3         | Atlético Madryt    |
| Terrassa FC               | 2:4 (dogr.) | Valencia CF        |
| Las Rozas CF              | 1:0         | CD Mirandés        |
| UE Llagostera             | 0:1 (dogr.) | RCD Espanyol       |
| CD Ibiza Islas Pitiusas   | 0:2         | CE Sabadell FC     |
| CD Atlético Baleares      | 0:1         | Fuenlabrada        |
| SD Amorebieta             | 1:0         | UD Logroñés        |
| Internacional de Madrid   | 0:3         | Linares Deportivo  |
| Gimnástica de Torrelavega | 0:2 (dogr.) | Real Saragossa     |
| CD Guijuelo               | 0:1         | RCD Mallorca       |
| CF Rayo Majadahonda       | 1:2 (dogr.) | Yeclano Deportivo  |
| Marbella FC               | 1:0 (dogr.) | Lleida Esportiu    |
| CD Calahorra              | 0:1         | CF La Nucía        |
| CD Buñol                  | 1:2         | Elche CF           |
| CD Rincón                 | 0:2         | Deportivo Alavés   |
| SD Leioa                  | 0:6         | Villarreal CF      |
| CD Marino                 | 0:1         | UE Cornellà        |
| 17 grudnia 2020           |             |                    |
| Deportivo La Coruña       | 1:0         | CD El Ejido        |
| CDA Navalcarnero          | 1:0         | CD Badajoz         |
| CD Anaitasuna             | 1:2         | Getafe CF          |
| CD Ribadumia              | 0:2         | Cádiz CF           |
| AD San Juan               | 0:2         | Granada CF         |
| Gimnástica Segoviana CF   | 0:2         | Girona FC          |
| CD Teruel                 | 2:3 (dogr.) | Rayo Vallecano     |
| UD Ibiza                  | 2:1 (dogr.) | SD Compostela      |
| Cultural Leonesa          | 1:0         | CF Villanovense    |
| UD Mutilvera              | 1:0         | Racing Santander   |
| UCAM Murcia CF            | 0:2         | Real Betis         |
| SCR Peña Deportiva        | 4:1         | SD Tarazona        |
| CD Varea                  | 0:4         | UD Las Palmas      |
| Pontevedra CF             | 2:1         | Cartagena          |
| CD Alcoyano               | 4:1         | CD Laredo          |
| CF Extremadura            | 1:2         | UD Socuéllamos     |
| Racing Rioja CF           | 0:2         | SD Eibar           |
| UD Llanera                | 0:5         | Celta Vigo         |
| 23 grudnia 2020           |             |                    |
| Haro Deportivo            | 2:1         | RB Linense         |
| Zamora CF                 | 2:1         | SD Logroñés        |
| 30 grudnia 2020           |             |                    |
| UD Poblense               | 1:2         | UE Olot            |

## Druga runda
Zespoły zostały rozlosowane tak, aby drużyny z Primera División zmierzyły się z drużynami z niższych dywizji. Losowanie odbyło 18 grudnia 2020 roku. 
Mecze zostały rozegrane pomiędzy 5 a 7 stycznia 2021 roku (rozegrany został jeden mecz).
| Drużyna 1           | Wynik        | Drużyna 2        |
| ------------------- | ------------ | ---------------- |
| 5 stycznia 2021     |              |                  |
| UD Ibiza            | 5:2          | Celta Vigo       |
| Córdoba CF          | 1:0          | Getafe CF        |
| Linares Deportivo   | 0:2          | Sevilla FC       |
| Zamora CF           | 1:4          | Villarreal CF    |
| Marbella FC         | 2:3 (dogr.)  | Real Valladolid  |
| AD Alcorcón         | 2:1          | Real Saragossa   |
| 6 stycznia 2021     |              |                  |
| Club Portugalete    | 1:2          | Levante UD       |
| CF La Nucía         | 0:1          | Elche CF         |
| CD Numancia         | 1:2          | UD Almería       |
| UD Socuéllamos      | 0:2          | CD Leganés       |
| UD Mutilvera        | 1:3          | Real Betis       |
| Cultural Leonesa    | 1:2 (dogr.)  | Granada CF       |
| Haro Deportivo      | 1:3          | Rayo Vallecano   |
| CDA Navalcarnero    | 1:0          | UD Las Palmas    |
| UE Cornellà         | 1:0          | Atlético Madryt  |
| UE Olot             | 0:3          | CA Osasuna       |
| Deportivo La Coruña | 0:1          | Deportivo Alavés |
| Burgos CF           | 0:2          | RCD Espanyol     |
| CD Castellón        | 0:2          | CD Tenerife      |
| Fuenlabrada         | 2:2 (k. 7:6) | RCD Mallorca     |
| Málaga CF           | 1:0 (dogr.)  | Real Oviedo      |
| 7 stycznia 2021     |              |                  |
| SCR Peña Deportiva  | 0:0 (k. 2:0) | CE Sabadell FC   |
| SD Amorebieta       | 0:1          | Sporting Gijón   |
| Pontevedra CF       | 0:0 (k. 4:5) | Cádiz CF         |
| Yeclano Deportivo   | 1:4          | Valencia CF      |
| Girona FC           | 2:1 (dogr.)  | CD Lugo          |
| CD Alcoyano         | 2:1          | SD Huesca        |
| Las Rozas CF        | 3:4 (dogr.)  | SD Eibar         |

## 1/16 finału
Cztery drużyny uczestniczące w Superpucharze Hiszpanii 2020/2021 zostały najpierw wylosowane z drużynami z najniższej kategorii. Po nich wszystkie pozostałe drużyny z najniższych kategorii zmierzyły się z resztą drużyn La Liga. Losowanie odbyło się 8 stycznia 2021 roku.
Mecze zostały rozegrane pomiędzy 16 a 21 stycznia 2021 roku (rozegrany został jeden mecz).
| 16 stycznia 2021   |              |                  |
| SCR Peña Deportiva | 1:4 (dogr.)  | Real Valladolid  |
| UD Almería         | 5:0          | Deportivo Alavés |
| Girona FC          | 2:0          | Cádiz CF         |
| Fuenlabrada        | 1:1 (k. 2:4) | Levante UD       |
| CD Leganés         | 0:1 (dogr.)  | Sevilla FC       |
| Rayo Vallecano     | 2:0          | Elche CF         |
| 17 stycznia 2021   |              |                  |
| Málaga CF          | 1:2          | Granada CF       |
| RCD Espanyol       | 0:2          | CA Osasuna       |
| Sporting Gijón     | 0:2          | Real Betis       |
| CDA Navalcarnero   | 3:1          | SD Eibar         |
| CD Tenerife        | 0:1          | Villarreal CF    |
| AD Alcorcón        | 0:2          | Valencia CF      |
| 20 stycznia 2021   |              |                  |
| Córdoba CF         | 0:2          | Real Sociedad    |
| CD Alcoyano        | 2:1 (dogr.)  | Real Madryt      |
| 21 stycznia 2021   |              |                  |
| UD Ibiza           | 1:2          | Athletic Bilbao  |
| UE Cornellà        | 0:2 (dogr.)  | FC Barcelona     |

### Mecze
| 16 stycznia 2021 | SCR Peña Deportiva | 1:4 (pd.)       | Real Valladolid                                    |                                                                                |
| 12:00 CET        | Andrada 13'        | (1:0, 1:1, 1:2) | 62' (k.) Míchel · 96' (k.), 112' Mesa · 116' Plano | Estadio Municipal, Santa Eulària des Riu Widzów: 0 Sędzia: David Medié Jiménez |

| 16 stycznia 2021 | UD Almería                                                            | 5:0   | Deportivo Alavés |                                                                                      |
| 12:00 CET        | Sadiq 8', 45+1' · Aketxe 45' · Battaglia 52' (sam.) · Villar 81' (k.) | (3:0) |                  | Estadio de los Juegos Mediterráneos, Almería Widzów: 0 Sędzia: Javier Alberola Rojas |

| 16 stycznia 2021 | Girona FC       | 2:0   | Cádiz CF |                                                                   |
| 16:00 CET        | Valery 48', 58' | (0:0) |          | Estadi Montilivi, Girona Widzów: 0 Sędzia: Valentín Pizarro Gómez |

| 16 stycznia 2021 | Fuenlabrada                            | 1:1 (pd.)               | Levante UD                             |                                                                                  |
| 18:00 CET        | Garcés 68'                             | (0:1, 1:1, 1:1, k. 2:4) | 19' (sam.) Glauder                     | La Ciudad del Fútbol, Las Rozas de Madrid Widzów: 0 Sędzia: Santiago Jaime Latre |
| 18:00 CET        | · Iribas · Pinchi · Garcés · Cristóbal | Rzuty karne             | · Martí · Melero · León · Óscar Duarte | La Ciudad del Fútbol, Las Rozas de Madrid Widzów: 0 Sędzia: Santiago Jaime Latre |

| 16 stycznia 2021 | CD Leganés | 0:1 (pd.)       | Sevilla FC  |                                                                      |
| 20:00 CET        |            | (0:0, 0:0, 0:1) | 96' Ocampos | Wanda Metropolitano, Madryt Widzów: 0 Sędzia: Pablo González Fuertes |

| 16 stycznia 2021 | Rayo Vallecano        | 2:0   | Elche CF |                                                                                           |
| 22:00 CET        | Bébé 36' · Catena 78' | (1:0) |          | La Ciudad del Fútbol, Las Rozas de Madrid Widzów: 0 Sędzia: Isidro Díaz de Mera Escuderos |

| 17 stycznia 2021 | Málaga CF    | 1:2   | Granada CF            |                                                                       |
| 12:00 CET        | Quintana 76' | (0:2) | 16' Fede · 28' Molina | Estadio La Rosaleda, Malaga Widzów: 0 Sędzia: Carlos del Cerro Grande |

| 17 stycznia 2021 | RCD Espanyol | 0:2   | CA Osasuna              |                                                                          |
| 12:00 CET        |              | (0:2) | 9' Martínez · 29' Barja | RCDE Stadium, Cornellà de Llobregat Widzów: 0 Sędzia: Mario Melero López |

| 17 stycznia 2021 | Sporting Gijón | 0:2   | Real Betis                   |                                                                    |
| 16:00 CET        |                | (0:2) | 28' (k.) Canales · 31' Rodri | El Molinón, Gijón Widzów: 300 Sędzia: Ricardo de Burgos Bengoetxea |

| 17 stycznia 2021 | CDA Navalcarnero                    | 3:1   | SD Eibar |                                                                              |
| 16:00 CET        | Jaimez 30' (k.) · Esnáider 61', 79' | (1:1) | 16' Mutō | Estadio Mariano González, Navalcarnero Widzów: 0 Sędzia: Adrián Cordero Vega |

| 17 stycznia 2021 | CD Tenerife | 0:1   | Villarreal CF |                                                                                |
| 17:00 CET        |             | (0:0) | 90' Niño      | Estadio Heliodoro Rodríguez López, Teneryfa Widzów: 0 Sędzia: César Soto Grado |

| 17 stycznia 2021 | AD Alcorcón | 0:2   | Valencia CF                 |                                                                                      |
| 18:00 CET        |             | (0:1) | 12' Koindredi · 77' Vallejo | La Ciudad del Fútbol, Las Rozas de Madrid Widzów: 0 Sędzia: Xavier Estrada Fernández |

| 20 stycznia 2021 | Córdoba CF | 0:2   | Real Sociedad |                                                                              |
| 19:00 CET        |            | (0:0) | 57', 84' José | Estadio Nuevo Arcángel, Kordoba Widzów: 0 Sędzia: Guillermo Cuadra Fernández |

| 20 stycznia 2021 | CD Alcoyano              | 2:1 (pd.)       | Real Madryt |                                                                  |
| 21:00 CET        | Solbes 80' · Juanan 115' | (0:1, 1:1, 1:1) | 45' Militão | Estadio El Collao, Alcoy Widzów: 0 Sędzia: José Sánchez Martínez |

| 21 stycznia 2021 | UD Ibiza  | 1:2   | Athletic Bilbao             |                                                                                |
| 19:00 CET        | Pérez 12' | (1:0) | 52' R. García · 90+2' Núñez | Estadi Municipal de Can Misses, Ibiza Widzów: 0 Sędzia: Pablo González Fuertes |

| 21 stycznia 2021 | UE Cornellà | 0:2 (pd.)       | FC Barcelona                     |                                                                              |
| 21:00 CET        |             | (0:0, 0:0, 0:1) | 92' Dembélé · 120+1' Braithwaite | Nou Camp Municipal, Cornellà de Llobregat Widzów: 0 Sędzia: César Soto Grado |

## 1/8 finału
W pierwszej kolejności drużyny La Liga zostaną dolosowane do zespołów z niższych lig. Pozostałe zespoły La Liga zostaną rozlosowane między sobą. Losowanie odbyło się 22 stycznia 2021 roku. 
Mecze zostały rozegrane pomiędzy 26 a 28 stycznia 2021 roku (rozegrany został jeden mecz).
| Drużyna 1        | Wynik        | Drużyna 2       |
| ---------------- | ------------ | --------------- |
| 26 stycznia 2021 |              |                 |
| Real Valladolid  | 2:4          | Levante UD      |
| Girona FC        | 0:1          | Villarreal CF   |
| Real Betis       | 3:1 (dogr.)  | Real Sociedad   |
| 27 stycznia 2021 |              |                 |
| Sevilla FC       | 3:0          | Valencia CF     |
| UD Almería       | 0:0 (k. 5:4) | CA Osasuna      |
| Rayo Vallecano   | 1:2          | FC Barcelona    |
| 28 stycznia 2021 |              |                 |
| CDA Navalcarnero | 0:6          | Granada CF      |
| CD Alcoyano      | 1:2          | Athletic Bilbao |

### Mecze
| 26 stycznia 2021 | Real Valladolid         | 2:4   | Levante UD                                           |                                                                            |
| 19:00 CET        | Toni 13' · Weissman 65' | (1:2) | 23' Bardhi · 45' Malsa · 59' Coke · 80' (k.) Morales | Estadio José Zorrilla, Valladolid Widzów: 0 Sędzia: Valentín Pizarro Gómez |

| 26 stycznia 2021 | Girona FC | 0:1   | Villarreal CF |                                                                         |
| 21:00 CET        |           | (0:1) | 19' Pino      | Estadi Montilivi, Girona Widzów: 0 Sędzia: Ricardo de Burgos Bengoetxea |

| 26 stycznia 2021 | Real Betis                       | 3:1 (pd.)       | Real Sociedad |                                                                          |
| 21:00 CET        | Canales 79' · Iglesias 96', 111' | (0:1, 1:1, 2:1) | 13' Oyarzabal | Estadio Benito Villamarín, Sewilla Widzów: 0 Sędzia: Antonio Mateu Lahoz |

| 27 stycznia 2021 | Sevilla FC                     | 3:0   | Valencia CF |                                                                                  |
| 19:00 CET        | De Jong 20', 33' · Rakitić 38' | (3:0) |             | Estadio Ramón Sánchez Pizjuán, Sewilla Widzów: 0 Sędzia: Carlos del Cerro Grande |

| 27 stycznia 2021 | UD Almería                                                  | 0:0 (pd.)               | CA Osasuna                                           |                                                                                     |
| 21:00 CET        |                                                             | (0:0, 0:0, 0:0, k. 5:4) |                                                      | Estadio de los Juegos Mediterráneos, Almería Widzów: 0 Sędzia: Santiago Jaime Latre |
| 21:00 CET        | · Akieme · Corpas · Sadiq · Ramazani · De la Hoz · Carvalho | Rzuty karne             | · Torres · Moncayola · Calleri · Sánchez · D. García | Estadio de los Juegos Mediterráneos, Almería Widzów: 0 Sędzia: Santiago Jaime Latre |

| 27 stycznia 2021 | Rayo Vallecano | 1:2   | FC Barcelona            |                                                                                  |
| 21:00 CET        | García 63'     | (0:0) | 70' Messi · 80' De Jong | Campo de Fútbol de Vallecas, Madryt Widzów: 0 Sędzia: Guillermo Cuadra Fernández |

| 28 stycznia 2021 | CDA Navalcarnero | 0:6   | Granada CF                                                                 |                                                                                |
| 19:00 CET        |                  | (0:4) | 9' Germán · 24' Soro · 32' Vico · 34' Soldado · 72' Foulquier · 78' Molina | Estadio Mariano González, Navalcarnero Widzów: 0 Sędzia: Javier Alberola Rojas |

| 28 stycznia 2021 | CD Alcoyano   | 1:2   | Athletic Bilbao               |                                                                |
| 21:00 CET        | Carbonell 39' | (1:0) | 53' Villalibre · 78' Williams | Estadio El Collao, Alcoy Widzów: 0 Sędzia: David Medié Jiménez |

## 1/4 finału
W pierwszej kolejności drużyna La Liga została dolosowana do zespołu z niższej ligi. Pozostałe zespoły La Liga zostały rozlosowane między sobą. Losowanie odbyło się 29 stycznia 2021 roku. 
Mecze zostały rozegrane pomiędzy 2 a 4 lutego 2021 roku (rozegrany został jeden mecz).
| Drużyna 1     | Wynik        | Drużyna 2       |
| ------------- | ------------ | --------------- |
| 2 lutego 2021 |              |                 |
| UD Almería    | 0:1          | Sevilla FC      |
| 3 lutego 2021 |              |                 |
| Levante UD    | 1:0 (dogr.)  | Villarreal CF   |
| Granada CF    | 3:5 (dogr.)  | FC Barcelona    |
| 4 lutego 2021 |              |                 |
| Real Betis    | 1:1 (k. 1:4) | Athletic Bilbao |

### Mecze
| 2 lutego 2021 | UD Almería | 0:1   | Sevilla FC  |                                                                                         |
| 21:00 CET     |            | (0:0) | 67' Ocampos | Estadio de los Juegos Mediterráneos, Almería Widzów: 0 Sędzia: Xavier Estrada Fernández |

| 3 lutego 2021 | Levante UD   | 1:0 (pd.)       | Villarreal CF |                                                                         |
| 19:00 CET     | Martí 120+1' | (0:0, 0:0, 0:0) |               | Estadio Ciudad de Valencia, Walencja Widzów: 0 Sędzia: César Soto Grado |

| 3 lutego 2021 | Granada CF                                | 3:5 (pd.)       | FC Barcelona                                          |                                                                             |
| 21:00 CET     | Kenedy 33' · Soldado 47' · Vico 103' (k.) | (1:0, 2:2, 3:3) | 88', 100' Griezmann · 90+2', 113' Alba · 108' De Jong | Estadio Nuevo Los Cármenes, Grenada Widzów: 0 Sędzia: José Sánchez Martínez |

| 4 lutego 2021 | Real Betis                 | 1:1 (pd.)               | Athletic Bilbao                               |                                                                                    |
| 21:00 CET     | Juanmi 84'                 | (0:0, 1:1, 1:1, k. 1:4) | 90+4' R. García                               | Estadio Benito Villamarín, Sewilla Widzów: 0 Sędzia: Alejandro Hernández Hernández |
| 21:00 CET     | · Mandi · Canales · Juanmi | Rzuty karne             | · R. García · Williams · Morcillo · Berchiche | Estadio Benito Villamarín, Sewilla Widzów: 0 Sędzia: Alejandro Hernández Hernández |

## 1/2 finału
W tej fazie zespoły La Liga zostały rozlosowane między sobą. Losowanie odbyło się 5 lutego 2021 roku. W tej rundzie rozgrywane będą dwumecze. 
Pierwsze mecze zostaną rozegrane w dniach 10-11 lutego natomiast rewanże w dniach 3-4 marca 2021 roku. 
| Drużyna 1                            | Wynik dwumeczu | Drużyna 2    | Pierwszy mecz | Drugi mecz  |
| ------------------------------------ | -------------- | ------------ | ------------- | ----------- |
| Sevilla FC                           | 2:3            | FC Barcelona | 2:0           | 0:3 (dogr.) |
| Athletic Bilbao                      | 3:2            | Levante UD   | 1:1           | 2:1 (dogr.) |
| Po lewej gospodarz pierwszego meczu. |                |              |               |             |

### Pierwsze mecze
| 10 lutego 2021 | Sevilla FC               | 2:0   | FC Barcelona |                                                                              |
| 21:00 CET      | Koundé 25' · Rakitić 85' | (1:0) |              | Estadio Ramón Sánchez Pizjuán, Sewilla Widzów: 0 Sędzia: Antonio Mateu Lahoz |

| 11 lutego 2021 | Athletic Bilbao | 1:1   | Levante UD |                                                       |
| 21:00 CET      | Martínez 58'    | (0:1) | 26' Melero | San Mamés, Bilbao Widzów: 0 Sędzia: Jesús Gil Manzano |

### Rewanże
| 3 marca 2021 | FC Barcelona                                | 3:0 (pd.)       | Sevilla FC |                                                             |
| 21:00 CET    | Dembélé 12' · Piqué 90+4' · Braithwaite 95' | (1:0, 2:0, 3:0) |            | Camp Nou, Barcelona Widzów: 0 Sędzia: José Sánchez Martínez |

| 4 marca 2021 | Levante UD | 1:2 (pd.)       | Athletic Bilbao                     |                                                                                |
| 21:00 CET    | Martí 17'  | (1:1, 1:1, 1:1) | 30' (k.) R. García · 112' Berenguer | Estadio Ciudad de Valencia, Walencja Widzów: 0 Sędzia: Carlos del Cerro Grande |

## Finał
| 17 kwietnia 2021 21:30 CET | Athletic Bilbao | 0:4(0:0)Raport | FC Barcelona · 60' Griezmann · 63' De Jong · 68', 72' Messi | Estadio La Cartuja, Sewilla Widzów: 0 Sędzia: Juan Martínez Munuera |
|                            |                 |                |                                                             |                                                                     |

| Athletic Bilbao | FC Barcelona |

|                        | 1  | Unai Simón          |     |     |
|                        | 18 | Óscar de Marcos     |     |     |
|                        | 5  | Yeray Álvarez       |     | 67' |
|                        | 4  | Iñigo Martínez      |     |     |
|                        | 24 | Mikel Balenziaga    |     |     |
|                        | 12 | Alejandro Berenguer |     | 54' |
|                        | 14 | Dani García         | 39' |     |
|                        | 8  | Unai López          |     | 67' |
|                        | 10 | Iker Muniain (c)    |     | 46' |
|                        | 9  | Iñaki Williams      |     | 67' |
|                        | 22 | Raúl García         |     |     |
| Zmiany:                |    |                     |     |     |
|                        | 13 | Jokin Ezkieta       |     |     |
|                        | 3  | Unai Núñez          |     | 67' |
|                        | 15 | Iñigo Lekue         |     | 46' |
|                        | 17 | Yuri Berchiche      | 90' | 67' |
|                        | 21 | Ander Capa          |     |     |
|                        | 6  | Mikel Vesga         |     | 54' |
|                        | 27 | Unai Vencedor       |     |     |
|                        | 2  | Jon Morcillo        |     |     |
|                        | 20 | Asier Villalibre    |     | 67' |
| Trener:                |    |                     |     |     |
| Marcelino García Toral |    |                     |     |     |

|               | 1  | Marc-André ter Stegen |  |     |
|               | 28 | Óscar Mingueza        |  | 87' |
|               | 3  | Gerard Piqué          |  | 82' |
|               | 15 | Clément Lenglet       |  |     |
|               | 5  | Sergio Busquets       |  |     |
|               | 2  | Sergiño Dest          |  | 74' |
|               | 21 | Frenkie de Jong       |  |     |
|               | 16 | Pedri                 |  | 81' |
|               | 18 | Jordi Alba            |  |     |
|               | 10 | Lionel Messi (c)      |  |     |
|               | 7  | Antoine Griezmann     |  | 88' |
| Zmiany:       |    |                       |  |     |
|               | 26 | Iñaki Peña            |  |     |
|               | 36 | Arnau Tenas           |  |     |
|               | 4  | Ronald Araújo         |  | 82' |
|               | 20 | Sergi Roberto         |  | 74' |
|               | 23 | Samuel Umtiti         |  |     |
|               | 27 | Ilaix Moriba          |  | 81' |
|               | 9  | Martin Braithwaite    |  | 87' |
|               | 11 | Ousmane Dembélé       |  | 88' |
|               | 17 | Francisco Trincão     |  |     |
| Trener:       |    |                       |  |     |
| Ronald Koeman |    |                       |  |     |

| Copa del Rey 2020–21 Zwycięzcy |
| ------------------------------ |
| FC Barcelona 31. Tytuł         |

## Najlepsi strzelcy
| Bramki | Zawodnik          | Drużyna          |
| ------ | ----------------- | ---------------- |
| 5      | Sergio León       | Levante UD       |
| 4      | Kike Barja        | CA Osasuna       |
| 4      | Jorge Molina      | Granada CF       |
| 3      | Frenkie de Jong   | FC Barcelona     |
| 3      | Luuk de Jong      | Sevilla FC       |
| 3      | Federico Vico     | Granada CF       |
| 3      | Fernando Niño     | Villarreal CF    |
| 3      | Antoine Griezmann | FC Barcelona     |
| 3      | Juan Esnáider     | CDA Navalcarnero |
| 3      | Lionel Messi      | FC Barcelona     |
| 3      | Óscar Plano       | Real Valladolid  |
| 3      | Pedro León        | SD Eibar         |
| 3      | Rafa Mir          | SD Huesca        |
| 3      | Raúl García       | Athletic Bilbao  |
| 3      | Sergio Castel     | UD Ibiza         |
| 3      | Toni Villa        | Real Valladolid  |
| 3      | Yeremi Pino       | Villarreal CF    |

Źródło: